# Eurofins Scientific
Eurofins Scientific este un grup francez de laboratoare cu sediul în Luxemburg, care oferă servicii de testare și asistență industriilor și guvernelor farmaceutice, alimentare, de mediu, agricole și de produse de larg consum.
Grupul Eurofins are o rețea internațională de peste 900 de laboratoare în 50 de țări și un portofoliu de peste 200.000 de metode analitice validate pentru a caracteriza siguranța, identitatea, puritatea, compoziția, autenticitatea și originea produselor și substanțelor biologice. Eurofins oferă, de asemenea, servicii de testare a diagnosticului clinic și produse de diagnostic in vitro. Prin cercetare și dezvoltare, licențiere și achiziții, Grupul se bazează pe cele mai recente evoluții în domeniul biotehnologiei și științelor analitice.